# Menhir de Saltarri
Le menhir de Saltarri, connu également sous le nom de Saltarriko zutarria, est un mégalithe datant du Néolithique ou de l'Âge du bronze situé dans la province du Guipuscoa, dans les montagnes basques.

## Situation
Le monolithe se trouve à 1 120 mètres d'altitude. Il est situé au milieu des prairies d'Alotza, dans le parc naturel d'Aralar.
Les villages les plus proches sont Ataun à l'ouest, Saturdi au nord-ouest, et Amezketa au nord.

## Description
Taillé dans le calcaire local, il a une hauteur de 3,15 m pour une largeur maximale de 0,60 m.

## Histoire
Le menhir couché de Saltarri est découvert (ou signalé) en 1916 par le bascologue José Miguel de Barandiarán Ayerbe. Selon une légende locale recueillie par Barandiarán, il fut jeté par un Jentil depuis le mont Murumendi.